# Smacoviridae
Smacoviridae ist die Bezeichnung einer Familie von Einzelstrang-DNA-Viren. Das Genom vom Mitgliedern dieser Familie ist zirkulär und klein – die Länge beträgt etwa 2,3–2,8 kb (Kilobasen). Das Genom kodiert für ein Rolling-Circle-Replikationsinitiationsprotein (Rep) und familienspezifische Kapsidproteine. Derzeit (Stand Ende März 2021) sind sechs Gattungen in dieser Familie vom International Committee on Taxonomy of Viruses (ICTV) anerkannt.
Die Viren in diesem Taxon wurden durch Metagenomanalysen aus Fäkalproben von Insekten und Wirbeltieren identifiziert.
Über ihre Biologie ist wenig bekannt.

## Beschreibung

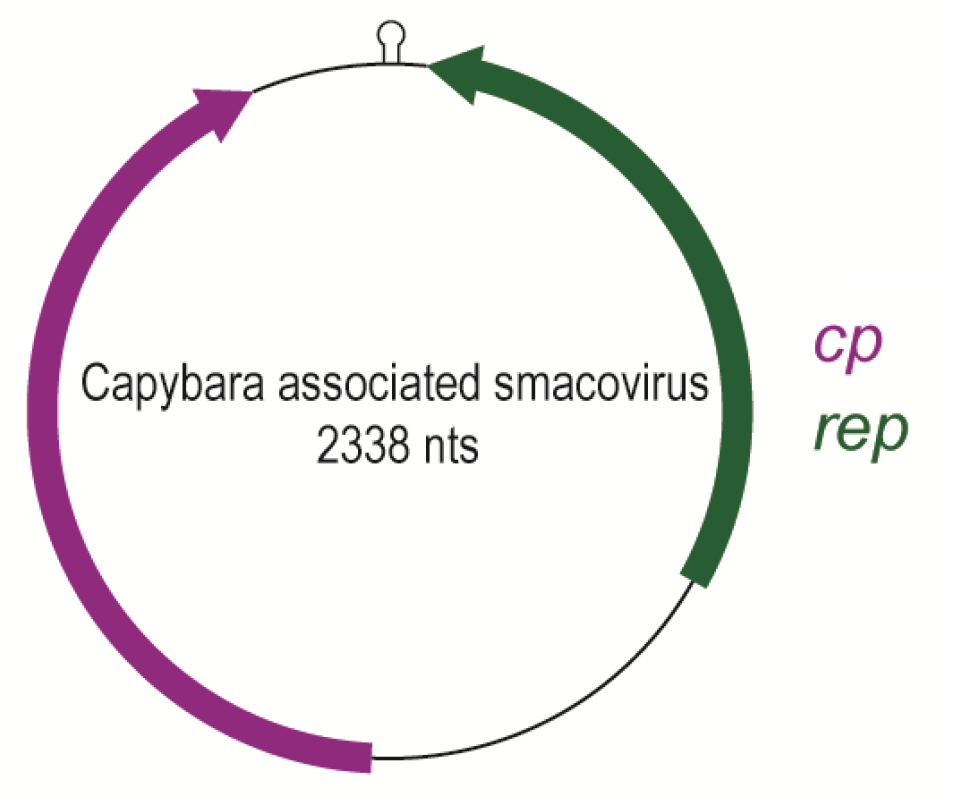
Genomkarte von „Capybara associated smacovirus“, vorgeschlagenes Mitglied der Smacoviridae aus Capybaras. Ganz oben die Haarnadelstruktur (stem-loop).

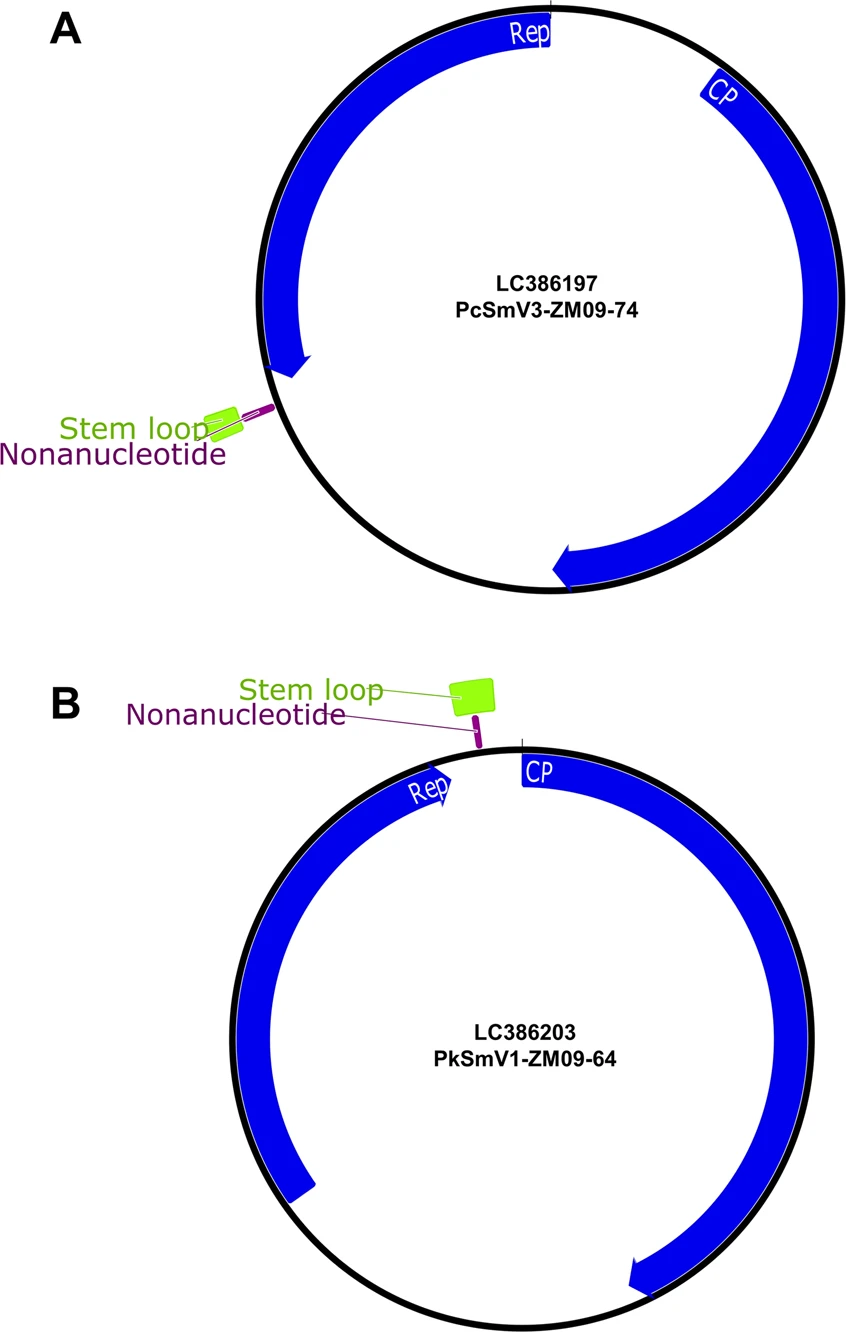
Genom (A) eines Vertreters der Smacoviridae mit Ambisense-Typ-IV-Genom (Papio cynocephalus associated smacovirus 3, PcSmV3) und (B) eines anderen mit Unisense-Typ-V-Genom (Papio kindae associated smacovirus-like virus 1, PkSmV1) aus sambischen Steppen- bzw. Kindapavianen mit Darstellung der ORFs (Rep: rolling circle replication-associated protein; CP: Kapsidprotein), Haarnadelstruktur (stem loop, Stammschleife) und Nonanukleotid.

Die Smacoviridae haben ein nicht-segmentiertes, zirkuläres Einzelstrang-Genom mit einer Länge von 2,3–2,8 kb (Kilobasen).
Das Genom kodiert für sechs Proteine, darunter ein Replikator (Rep) und ein Kapsidprotein (CP).

## Systematik
Die Systematik der Familie ist mit Stand Mai/Juni 2024 wie folgt:
Familie Smacoviridae
- Gattung Babosmacovirus
  - Spezies Babosmacovirus babas1 mit Papio cynocephalus associated smacovirus

- Gattung  Bonzesmacovirus (abgetrennt von Gattung Huchismacovirus)
  - Spezies Bonzesmacovirus bovas1 (früher Bovine associated huchismacovirus 1) mit Bovine faeces associated smacovirus 1
  - Spezies Bonzesmacovirus camas1 mit Smacoviridae CM13_Smaco

- Gattung Bostasmacovirus (abgetrennt von Gattung Huchismacovirus)
  - Spezies Bostasmacovirus bovas1 (früher Bovine associated huchismacovirus 2) mit Bovine faeces associated smacovirus 6

- Gattung Bovismacovirus
  - Spezies Bovismacovirus bovas1 (früher Bovine associated bovismacovirus 1) mit Circoviridae bovine stool/BK/KOR/2011
  - Spezies Bovismacovirus bovas2 (früher Bovine associated bovismacovirus 2) mit Bovine faeces associated smacovirus 3
  - Spezies Bovismacovirus bovas3 mit Genomoviridae sp. C021765
  - Spezies Bovismacovirus cervi1 mit CRESS virus sp. UJSL004
  - Spezies Bovismacovirus draga1 (früher Dragonfly associated bovismacovirus 1) mit Odonata-associated circular virus 21
  - Spezies Bovismacovirus equid1 mit Smacoviridae sp. 215Smaco-1
  - Spezies Bovismacovirus equid2 mit Smacoviridae D33_Smaco_3

- Gattung Cosmacovirus
  - Spezies Cosmacovirus bovas1 (früher Bovine associated cosmacovirus 1) mit Bovine faeces associated smacovirus 4

- Gattung Dragsmacovirus
  - Spezies Dragsmacovirus budor1 mit Smacoviridae sp. 132Smaco-3
  - Spezies Dragsmacovirus cervi1 mit Smacoviridae sp. 195Smaco
  - Spezies Dragsmacovirus draga1 (früher Dragonfly associated dragsmacovirus 1) mit Odonata-associated circular virus 5

- Gattung Drosmacovirus
  - Spezies Drosmacovirus bovas1 (früher Bovine associated drosmacovirus 1) mit Bovine faeces associated smacovirus 5
  - Spezies Drosmacovirus camas1 (früher Camel associated drosmacovirus 1) mit Dromedary stool-associated circular ssDNA virus c1359
  - Spezies Drosmacovirus camas2 (früher Camel associated drosmacovirus 2) mit Dromedary stool-associated circular ssDNA virus c1330
  - Spezies Drosmacovirus camas3 mit Smacoviridae sp. 190Smaco
  - Spezies Drosmacovirus cervi1 mit Smacoviridae sp. 195Smaco
  - Spezies Drosmacovirus kobus1 mit Smacoviridae sp. 180Smaco
  - Spezies Drosmacovirus macro1 mit Smacoviridae sp. 172Smaco
  - Spezies „Pig stool associated circular ssDNA virus“ (Vorschlag)

- Gattung Felismacovirus (23 Spezies)
  - Spezies Felismacovirus avias1 mit Smacoviridae sp. w3chi091cir5
  - Spezies Felismacovirus avias2 mit Smacoviridae sp. w3chi090cir1
  - Spezies Felismacovirus babas1 mit Papio kindae associated smacovirus 1/ZM09-64 alias Papio kindae associated smacovirus[8] Papio kindae associated smacovirus-like virus 1 (PkSmV1)[5][9]
  - Spezies Felismacovirus canid1 mit Raccoon dog stool-associated smacovirus 3 CJY6
  - Spezies Felismacovirus cervi1 mit Smacoviridae sp. 198Smaco
  - Spezies Felismacovirus chicas1 mit Cressdnaviricota sp. Y02-smal-02
  - Spezies Felismacovirus chicas2 mit Chicken virus mg5_1345
  - Spezies Felismacovirus chicas3 mit Chicken virus mg6_1197
  - Spezies Felismacovirus lynas1 (erste Art der Gattung) mit Lynx rufus smacovirus 1
  - Spezies Felismacovirus macas1 mit Unidentified circular ssDNA virus cg5862
  - Spezies Felismacovirus macro1 Smacoviridae sp. 167Smaco-2
  - Spezies Felismacovirus porci1 mit CRESS virus sp. 17489x95_4644
  - Spezies Felismacovirus porci2 mit CRESS virus sp. 17668x41_1812
  - Spezies Felismacovirus porci3 mit CRESS virus sp. 17499x9_1430
  - Spezies Felismacovirus porci4 mit Pig stool associated circular ssDNA virus GER2011
  - Spezies Felismacovirus porci5 mit CRESS virus sp. 17489x12_563
  - Spezies Felismacovirus porci6 mit CRESS virus sp. 17489x27_1313
  - Spezies Felismacovirus porci7 mit CRESS virus sp. 17668x7_933
  - Spezies Felismacovirus porci8 mit CRESS virus sp. 17489x57_911
  - Spezies Felismacovirus porci9 mit CRESS virus sp. 17489x90_2227
  - Spezies Felismacovirus porci10 mit CRESS virus sp. 17668x34_1256
  - Spezies Felismacovirus ratas1 mit Rat associated smacovirus 22084x8_1043
  - Spezies Felismacovirus vulpe1 mit Vulpes vulpes-associated smacovirus SMCO22

- Gattung Huchismacovirus
  - Spezies Huchismacovirus chicas1 (früher Chicken associated huchismacovirus 1) mit Chicken associated smacovirus RS/BR/2015/2
  - Spezies Huchismacovirus chicas2 (früher Chicken associated huchismacovirus 2) mit Chicken associated smacovirus RS/BR/2015/3
  - Spezies Huchismacovirus humas1 (früher Human associated huchismacovirus 1) mit Human smacovirus 1 Oregon/6/2011/GottageGrove/5A1
  - Spezies Huchismacovirus humas2 (früher Human associated huchismacovirus 2) mit Human smacovirus 1 France/8/2008/2444
  - Spezies Huchismacovirus humas3 (früher Human associated huchismacovirus 3) mit Human smacovirus 1 France/1/2009/3664

- Gattung Inpeasmacovirus (abgetrennt von Porprismacovirus)
  - Spezies Inpeasmacovirus avias1 mit Smacoviridae sp. wbp226sma1
  - Spezies Inpeasmacovirus humas1 mit Human associated porprismacovirus, Isolat 16845x3_952
  - Spezies Inpeasmacovirus peafo1 mit Smacoviridae sp. blp210cre2

- Gattung Porprismacovirus

- Spezies Porprismacovirus alecas1 mit Alces alces faeces associated smacovirus MP78
- Spezies Porprismacovirus anati1 mit Cygnus columbianus Smacoviridae sp. swn66sma1
- Spezies Porprismacovirus avias1 mit Avian associated porprismacovirus BR_DF13
- Spezies Porprismacovirus avias2 mit Smacoviridae sp. w3chi091cir1
- Spezies Porprismacovirus babas1 mit Papio cynocephalus associated smacovirus mit Papio cynocephalus associated smacovirus 3 (PcSmV3), Isolat ZM09-74
- Spezies Porprismacovirus bovas1 (früher Bovine associated porprismacovirus 1) mit Bovine faeces associated smacovirus 2
- Spezies Porprismacovirus bovas2 mit Cattle blood-associated circovirus-like virus Bvch001
- Spezies Porprismacovirus bovas3 mit Genomoviridae sp. C025899
- Spezies Porprismacovirus camas1 (früher Camel associated porprismacovirus 1) mit Dromedary stool-associated circular ssDNA virus c1378
- Spezies Porprismacovirus camas2 (früher Camel associated porprismacovirus 2) mit Dromedary stool-associated circular ssDNA virus c1072
- Spezies Porprismacovirus camas3 (früher Camel associated porprismacovirus 3) mit Dromedary stool-associated circular ssDNA virus c1345
- Spezies Porprismacovirus camas4 (früher Camel associated porprismacovirus 4) mit Dromedary stool-associated circular ssDNA virus c1258
- Spezies Porprismacovirus camas5 mit Smacoviridae sp. 173Smaco
- Spezies Porprismacovirus canid1 mit Canine associated porprismacovirus SmacoviridaeDogfe369C1
- Spezies Porprismacovirus canid2 mit Canine associated porprismacovirus SmacoviridaeDogfe322C1
- Spezies Porprismacovirus canid3 mit Raccoon dog stool-associated smacovirus 4 CJY7
- Spezies Porprismacovirus canid4 mit Canine associated porprismacovirus SmacoviridaeDogfe433C1
- Spezies Porprismacovirus canid5 mit Canine associated porprismacovirus SmacoviridaeDogfe373C1
- Spezies Porprismacovirus canid6 mit Canine associated porprismacovirus SmacoviridaeDogfe373C1
- Spezies Porprismacovirus canid7 mit Canine associated porprismacovirus SmacoviridaeDogfe342C1
- Spezies Porprismacovirus canid8 mit Raccoon dog stool-associated smacovirus 1 CJY4
- Spezies Porprismacovirus canid9 mit Raccoon dog stool-associated smacovirus 2 CJY5
- Spezies Porprismacovirus capas1 mit Capybara associated smacovirus 1_cap1_104 alias Capybara associated smacovirus mit Capybara associated smacovirus 1_cap1_104
- Spezies Porprismacovirus chicas1 mit Chicken associated smacovirus RS/BR/2015/1
- Spezies Porprismacovirus chicas2 mit Chicken smacovirus mg4_881
- Spezies Porprismacovirus chicas3 mit Chicken smacovirus mg5_1212
- Spezies Porprismacovirus chicas4 mit Chicken smacovirus mg4_885
- Spezies Porprismacovirus chicas5 mit Chicken smacovirus mg7_67
- Spezies Porprismacovirus chicas6 mit Chicken smacovirus mg4_964
- Spezies Porprismacovirus chicas7 mit Chicken smacovirus mg5_1081
- Spezies Porprismacovirus chimas1 (früher Chimpanzee associated porprismacovirus 1) mit Chimpanzee stool associated circular ssDNA virus DP152
- Spezies Porprismacovirus chimas2 (früher Chimpanzee associated porprismacovirus 2) mit Chimpanzee stool associated circular ssDNA virus GM495
- Spezies Porprismacovirus envor1 mit Virus sp. D3_464
- Spezies Porprismacovirus envor2 mit Virus sp. D3_567
- Spezies Porprismacovirus equid1 mit Smacoviridae D23_Smaco
- Spezies Porprismacovirus equid2 mit Smacoviridae D33_Smaco_2
- Spezies Porprismacovirus flas1 mit Fly associated circular virus 4
- Spezies Porprismacovirus goas1 mit Goat associated porprismacovirus, Isolat 16915x9_1969
- Spezies Porprismacovirus goras1 (früher Gorilla associated porprismacovirus 1) mit Gorilla smacovirus
- Spezies Porprismacovirus howas1 (früher Howler monkey associated porprismacovirus 1) mit Black howler monkey smacovirus
- Spezies Porprismacovirus humas1 (früher Human associated porprismacovirus 1) mit Human feces smacovirus 2
- Spezies Porprismacovirus humas2 (früher Human associated porprismacovirus 2) mit Chimpanzee smacovirus
- Spezies Porprismacovirus humas3 mit Human feces smacovirus 3
- Spezies Porprismacovirus humas4 mit Human associated porprismacovirus 3
- Spezies Porprismacovirus lemas1 (früher Lemur associated porprismacovirus 1) mit Lemur smacovirus
- Spezies Porprismacovirus leo1 mit Panthera leo smacovirus 1
- Spezies Porprismacovirus lynas2 mit Lynx rufus smacovirus 2
- Spezies Porprismacovirus macas1 mit Macaca mulatta feces associated virus 7
- Spezies Porprismacovirus macas2 mit Macaca mulatta feces associated virus 4
- Spezies Porprismacovirus macas3 mit Macaca mulatta feces associated virus 3
- Spezies Porprismacovirus macas4 mit Macaca mulatta feces associated virus 2
- Spezies Porprismacovirus macas5 mit Macaque stool associated virus 11
- Spezies Porprismacovirus macas6 mit Macaca mulatta feces associated virus 10
- Spezies Porprismacovirus macas7 mit Macaca mulatta feces associated virus 1 cg6982
- Spezies Porprismacovirus macro1 mit Smacoviridae sp. 167Smaco-1
- Spezies Porprismacovirus macro2 mit Smacoviridae sp. 171Smaco
- Spezies Porprismacovirus malbas1 mit Chlorocebus cynosuros associated smacovirus
- Spezies Porprismacovirus molos1 mit Smacoviridae sp. 164Smaco-1
- Spezies Porprismacovirus peafo1 mit Smacoviridae sp.	bpk075sma01
- Spezies Porprismacovirus phasi1 mit Chrysolophus pictus Smacoviridae sp. gps222sma2
- Spezies Porprismacovirus phasi2 mit Pavo cristatus Smacoviridae sp. blp211sma3
- Spezies Porprismacovirus phasi3 mit Chrysolophus pictus Smacoviridae sp. gps222sma6
- Spezies Porprismacovirus porci1 (früher Porcine associated porprismacovirus 1) mit Porcine associated stool circular virus
- Spezies Porprismacovirus porci10 (früher Porcine associated porprismacovirus 10) mit Porcine faeces associated smacovirus 1
- Spezies Porprismacovirus porci11 mit Porcine associated porprismacovirus 17499x73_1865
- Spezies Porprismacovirus porci12 mit Porcine associated porprismacovirus	17499x3_679
- Spezies Porprismacovirus porci13 mit Porcine associated porprismacovirus	17499x80_1385
- Spezies Porprismacovirus porci14 mit Porcine associated porprismacovirus	17489x67_1878
- Spezies Porprismacovirus porci15 mit Porcine associated porprismacovirus	17499x75_2040
- Spezies Porprismacovirus porci16 mit Porcine associated porprismacovirus	17489x75_2609
- Spezies Porprismacovirus porci17 mit Porcine associated porprismacovirus	17668x35_2540
- Spezies Porprismacovirus porci18 mit Porcine associated porprismacovirus	17668x43_2798
- Spezies Porprismacovirus porci19 mit Porcine associated porprismacovirus	17489x27_1438
- Spezies Porprismacovirus porci2 (früher Porcine associated porprismacovirus 2) mit Porcine stool-associated circular virus 2 und/alias Bovine stool associated circular virus.
- Spezies Porprismacovirus porci20 mit Porcine associated porprismacovirus	17499x31_375
- Spezies Porprismacovirus porci3 (früher Porcine associated porprismacovirus 3) mit Porcine stool-associated circular virus 3
- Spezies Porprismacovirus porci4 (früher Porcine associated porprismacovirus 4) mit Porcine stool-associated circular virus 1 DP2
- Spezies Porprismacovirus porci5 (früher Porcine associated porprismacovirus 5) mit Porcine stool-associated circular virus 1 DP3
- Spezies Porprismacovirus porci6 (früher Porcine associated porprismacovirus 6) mit Porcine stool-associated circular virus 6
- Spezies Porprismacovirus porci7 (früher Porcine associated porprismacovirus 7) mit Porcine stool-associated circular virus 7
- Spezies Porprismacovirus porci8 (früher Porcine associated porprismacovirus 8) mit Porcine stool-associated circular virus 8
- Spezies Porprismacovirus porci9 (früher Porcine associated porprismacovirus 9) mit Porcine stool-associated circular virus 9
- Spezies Porprismacovirus ratas1 (früher Rat associated porprismacovirus 1) mit Rat stool-associated circular ssDNA virus
- Spezies Porprismacovirus sheas1 (früher Sheep associated porprismacovirus 1) mit Sheep faeces associated smacovirus 1
- Spezies Porprismacovirus sheas2 (früher Sheep associated porprismacovirus 2) mit Sheep faeces associated smacovirus 2
- Spezies Porprismacovirus sheas3 (früher Sheep associated porprismacovirus 3) mit Sheep faeces associated smacovirus 3
- Spezies Porprismacovirus strut1 mit Smacoviridae sp. 207Smaco
- Spezies Porprismacovirus turas1 (früher Turkey associated porprismacovirus 1) mit Turkey stool associated circular ssDNA virus

- Gattung Simismacovirus
  - Spezies Simismacovirus malbas1 mit Chlorocebus cynosuros associated smacovirus ZM09-95
  - Spezies Simismacovirus malbas2 mit Chlorocebus cynosuros associated smacovirus	ZM09-83